# Parti sud-africain
Le parti sud-africain (South African Party - SAP) était un parti politique de l'union d'Afrique du Sud fondé en 1911 et dissous en 1934 lors de sa fusion avec le Parti national dans le Parti uni. 
Le parti sud-africain fut fondé moins de 10 ans après la fin de la seconde guerre des Boers, dans un esprit de réconciliation entre Afrikaners et Anglo-sud-africains.  

## Orientation politique
Le parti sud-africain est un parti d'orientation économique libérale affichant un nationalisme modéré et un loyalisme aux institutions et à la couronne britannique. Son objectif est à l'origine de bâtir une nouvelle nation sud-africaine où se fondraient les Anglo-sud-africains et les Afrikaners.
Représentatif d'abord des populations blanches de langue afrikaans, le parti oscille régulièrement entre un nationalisme blanc sud-africain (de culture anglo-afrikaans), intégrant néanmoins les populations coloureds, et une conception (minoritaire) plus libérale, multinationale et méritocratique de la société sud-africaine, défendu notamment à des degrés divers par Jacobus Wilhelmus Sauer et Jan Hendrik Hofmeyr. 
Le parti est devenu avec le temps le défenseur des intérêts des grands propriétaires terriens du Transvaal tout en obtenant le soutien des Anglo-sud-africains et des modérés mais aussi des Afrikaners des zones rurales, attachés à leurs traditions et à leurs privilèges de Blancs.

## Origines
Le parti sud-africain est issu de la fusion entre plusieurs partis politiques des quatre anciennes colonies britanniques d'Afrique australe formant le nouveau dominion sud-africain : 
- Het Volk (Transvaal), le parti de Louis Botha ;
- Oranje Unie party (état libre d'Orange) d'Abraham Fischer ;
- L'Afrikaner Bond (province du Cap).
- le parti sud-africain (province du Cap) de John X. Merriman

Le parti sud-africain rassembla, en 1911, 67 des 130 sièges du parlement. Louis Botha, le fondateur du SAP, est alors le 1er premier ministre de l'Union de l'Afrique du Sud.

## Historique

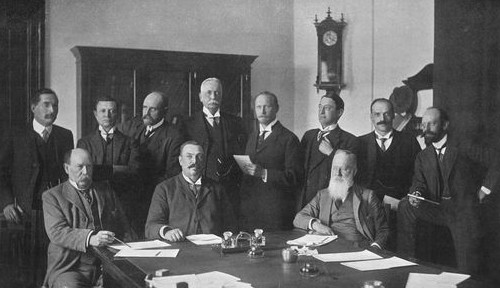
Le premier gouvernement de l'Union sud-africaine formé par Louis Botha dominé par la coalition du parti sud-africain.
Debout de gauche à droite : J.B.M. Hertzog, Henry Burton, F.R. Moor, C. O'Grady Gubbins, Jan Smuts, H.C. Hull, F.S. Malan, David Graaff. Assis de gauche à droite : J.W. Sauer, Louis Botha, Abraham Fischer.

Lors de sa fondation en 1910, l'union d'Afrique du Sud est confronté à deux défis majeurs : l'un concerne les relations conflictuelles entre Afrikaners et Anglo-sud-africains (soit aussi les relations entre les vaincus et les vainqueurs de la seconde guerre des Boers) tandis que l'autre concerne les liens constitutionnels entre le nouvel État et le Royaume-Uni.
Le Parti sud-africain est à l'origine une coalition électorale regroupant les formations politiques afrikaners qui dirigeaient les colonies du Cap, du Transvaal et de l'Orange. Lors des premières élections générales législatives de l'Union sud-africaine en 1910, cette coalition regroupée sous le nom de South African National Party remporte la majorité des sièges au parlement. La coalition constitue formellement le parti sud-africain en décembre 1911 lors de l'amalgamation des partis qui avaient constitué la coalition législative. Son objectif de redonner le pouvoir politique aux Afrikaners atteint, il se focalise sur la réconciliation politique, économique et sociale avec les Anglo-sud-africains. Son principal adversaire est alors le parti unioniste de Leander Starr Jameson, un parti conservateur pro-britannique issu du 'Unionist Party of Cape Colony, du Constitutional Party of the Orange River Colony et des Progressives of Transvaal. Ses sympathisants, qui se considèrent aux avant-postes de l'Empire britannique, sont méfiants envers les Afrikaners et veulent que l'Afrique du Sud soient un dominion blanc de culture anglophone. Ils rassemblent notamment derrière eux les milieux industriels et financiers du Witwatersrand. L'élite noire urbanisée n'est pas représentée à l'exception de celle vivant dans la province du Cap. Sa principale revendication électorale est l'extension de la franchise électorale du Cap aux provinces du Transvaal et de l'État libre d'Orange. Ils sont notamment soutenus par J.W. Sauer, un membre du parti sud-africain et par John X. Merriman. En 1913, le Natives Land Act est adopté par le parlement à majorité SAP.
Si la base électorale du parti sud-africain est essentiellement rural et afrikaans, le gouvernement formé par Botha obtient rapidement le soutien de partis pro-britannique dont celui des unionistes de Jameson qui pensent pouvoir faire triompher une politique d'assimilation et d'anglicisation de l'Afrique du Sud. Cette stratégie qui reçoit de l'écho au sein du gouvernement Botha rencontre l'hostilité d'une partie des Afrikaners, attachée à défendre ses droits et à préserver leur identité ethnique dans un contexte marqué par une grande misère au sein de cette communauté et dans un État où la population blanche, bien que dominant politiquement et économiquement, n'en est pas moins minoritaire. Ces Afrikaners hostiles à l'anglicisation se regroupent autour de James B. Hertzog, ministre de la justice et lui aussi vétéran de la seconde guerre des Boers. Hertzog devient rapidement le chef de file du mouvement nationaliste et le défenseur de la cause afrikaans. Il se lance alors dans une virulente campagne à l'encontre des Anglo-sud-africains. avec pour objectif de « défendre et affirmer les droits de la communauté afrikaans », menacés par l'impérialisme britannique. Alors que le Botha et le SAP soutiennent la présence sud-africaine dans la sphère d'influence britannique, Hertzog soutient le droit à l'autodétermination de l'Afrique du Sud et celui d'agir en conformité avec les intérêts de l'union et non exclusivement de ceux de l'Empire britannique.
À la conférence du SAP au Cap en 1913, James Barry Hertzog et Christiaan de Wet tentent de faire mettre en minorité Louis Botha et son vice-premier ministre Jan Smuts à qui ils reprochent leur trop grand loyalisme envers la couronne britannique et de ne pas défendre les intérêts des Afrikaners. En dépit de leurs discours passionnés sur l’influence britannique sur les affaires intérieures sud-africaine, la motion d'Hertzog et De Wet est rejetée à une grande majorité. Ils quittent le SAP et forment en 1914 le Parti national.
Lors des élections générales sud-africaines de 1915, le Parti sud-africain remporta 54 sièges contre 40 aux unionistes britanniques et 27 sièges au Parti National.
La crise économique qui suivit la fin de la Première Guerre mondiale et le remplacement en 1919 de Louis Botha par l'anglophile et libéral Jan Smuts mirent fin à la domination politique absolue au parlement du parti sud-africain. 
Lors des élections du 20 mars 1920, le Parti National devint la première force politique du parlement avec 44 députés contre 41 au Parti Sud-Africain, 25 aux unionistes et 20 aux travaillistes. Le SAP est contraint de s'allier avec les unionistes et les travaillistes pour sauver sa majorité et former un nouveau gouvernement sous l'égide de Jan Smuts. Quelques mois plus tard, les Unionistes acceptent de rallier le SAP et des élections anticipées sont organisées donnant une majorité de 79 députés au SAP contre 45 au Parti National et 6 aux travaillistes.

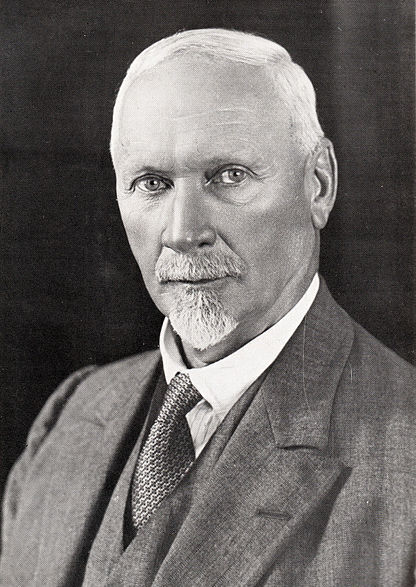
Jan Smuts en 1934

Les grèves des mineurs afrikaners du Witwatersrand en janvier - mars 1922 tournèrent à l'insurrection contre le gouvernement de Jan Smuts. la répression dans le sang des insurgés aboutit au retrait des travaillistes de la coalition. 
Lors des élections du 19 juin 1924, avec 53 sièges, le parti sud-africain fut battu par la coalition du national (63 sièges) de James Barry Hertzog, du parti travailliste de Frederic Creswell (18 sièges), soutenus par le petit parti communiste sud-africain. James Barry Hertzog devint le nouveau premier ministre.
Lors des élections générales sud-africaines de 1929, le Parti sud-africain est majoritaire en voix avec 47 % des suffrages mais minoritaire en siège (61 élus) face au parti national qui remporte 41 % des suffrages et 78 sièges soit la majorité absolue le dégageant de toute alliance politique. 
Au début des années 1930, le contexte politique est marqué par des tensions internes au sein des différentes familles politiques du parlement. La popularité du parti national est en berne. Le parti sud-africain, qui a particulièrement trouvé sa place au sein de l'électorat anglo-sud-africain urbain, est tiraillé entre une aile conservatrice et une aile libérale dirigée par Jan Hendrik Hofmeyr mais aussi doit affronter des velléités sécessionnistes des fédéralistes du Natal. En septembre 1931, le Royaume-Uni abandonne l'étalon-or. Tielman Roos, en rupture de ban avec le parti national, prône l'abandon de l'étalon-or et un gouvernement d'union nationale. Pour le contrer, Hertzog se rapproche de Jan Smuts pour former un gouvernement de coalition (février 1933). Les tractations entre les deux partis aboutissent sur un programme commun de coalition en sept points : la reconnaissance de l'indépendance constitutionnelle de l'Union en vertu du Statut de Westminster, la reconnaissance du drapeau national comme symbole d'unité, l'équité linguistique pour les deux langues officielles, la défense des populations rurales et des salariés, la défense de la monnaie et des intérêts économiques, la reconnaissance de la politique du "travail civilisé" et le développement politique et économique des populations autochtones, via le renforcement de la ségrégation afin de ne pas remettre en cause le principe de domination de la civilisation blanche en Afrique du Sud. Le parti sud-africain fait alors une concession importante vis-à-vis du parti national en reconnaissant le droit de proposer et de soumettre au parlement la question d'un éventuel statut républicain pour l'Union de l'Afrique du Sud. 

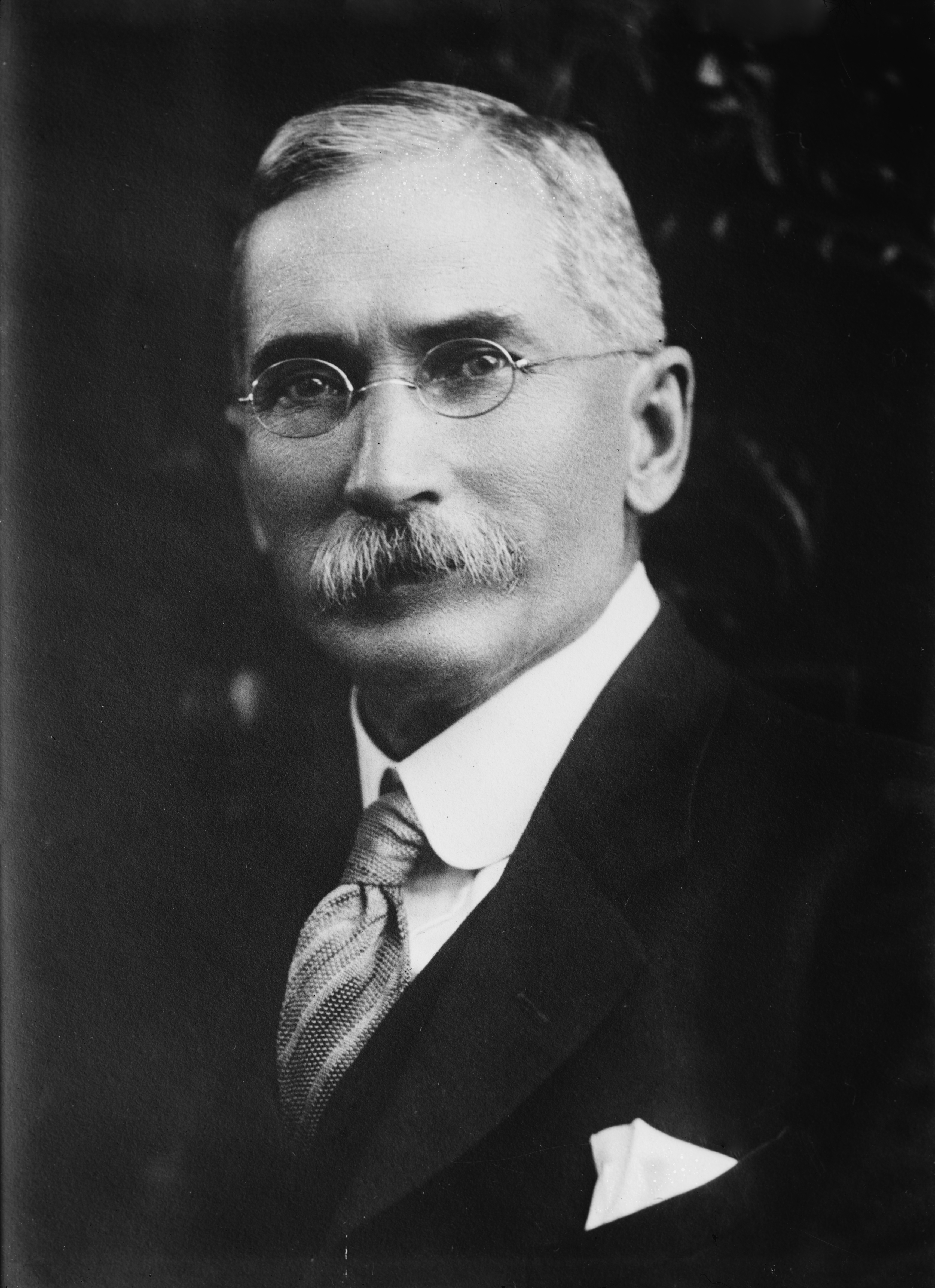
James Barry Hertzog

La coalition entre les deux formations remporte les élections générales sud-africaines de 1933 à une écrasante majorité. Avec 138 sièges sur 150 (75 NP, 61 SAP et 2 travaillistes de la tendance de Frederic Creswell), elle est hégémonique face au parti unioniste et au parti du centre de Roos (6 sièges en tout pour l'opposition). Le nouveau gouvernement paritaire entre les deux formations qui est alors formé est dirigé par Hertzog tandis que Jan Smuts le chef du parti sud-africain devient le vice-premier ministre. Au parlement, les deux alliés conservent cependant leurs groupes parlementaires respectifs. 
Durant deux ans, les deux partis coopèrent et le statut de Westminster est définitivement adopté confirmant la pleine indépendance de l'Union. Durant cette période, un mouvement à l'échelle nationale propose de consolider la coalition par la fusion des deux parties qui la compose. Maintes et maintes fois, Daniel François Malan, le chef du parti national de la province du Cap, s'oppose à cette éventualité car les points de vue continuent de diverger sur des sujets fondamentaux tels que la divisibilité de la Couronne, le droit de rester neutre en cas de conflit impliquant le Royaume-Uni et le statut souverain de l'Union. Si l'alliance est cependant perçue comme un bon moyen de lutter contre les difficultés économiques, elle est aussi considérée par de nombreux nationalistes comme un retour à l'ancienne politique de compromis avec les Anglo-sud-africains. 
Le processus de fusion entre les deux partis de Smuts et de Hertzog connait cependant un contretemps à cause de l'organisation fédérale du parti national. Du côté du parti sud-africain, les pro-britanniques n'acceptent pas la fusion avec les Afrikaners nationalistes et se rallient sous la houlette du colonel Charles Stallard dans un parti du Dominion qui soutient néanmoins le gouvernement.
La fusion officielle entre le parti national et le parti sud-africain intervient le 5 décembre 1934, lors d'un congrès extraordinaire à Bloemfontein célébrant la naissance du parti national uni d'Afrique du Sud, très rapidement appelé parti uni (united party - UP) sous la direction bicéphale du premier ministre James Barry Hertzog et de Jan Smuts. Le parti uni adopte une charte énonçant des principes et des objectifs complémentaires à savoir la réalisation des aspirations nationales des populations d'Afrique du Sud et la réalisation de l'unité nationale dans le respect des engagements de l'Afrique du Sud et dans un esprit de tolérance mutuelle et de confiance. Sur le front constitutionnel, les statuts du parti énoncent le principe de maintenir les liens existants avec l'Empire britannique et les États qui le composent. La question d'une éventuelle forme républicaine du gouvernement et des institutions n'est pas tranchée. Il est également mentionné que l'Afrique du Sud ne pourra être engagée dans toute action extérieure qui serait contraire aux intérêts du pays. Au début de l'année 1935, en comptant les indépendants favorables à son programme, le gouvernement peut ainsi compter sur le soutien de 125 députés de la chambre de l'assemblée du parlement alors que l'Afrique du Sud émerge lentement de la crise. Du point de vue institutionnel, Hertzog et Smuts ont obtenu tous les attributs de la souveraineté nationale pour l'Union sud-africaine en maintenant des liens étroits avec le Royaume-Uni.